# British Lion
British Lion is het debuutsoloalbum van Steve Harris, oprichter, basgitarist en tekstschrijver van Iron Maiden. Het album werd op 18 juli 2012 aangekondigd en kwam op 24 september 2012 uit.

## Tracklist
1. This Is My God
2. Lost Worlds
3. Karma Killer
4. Us Against The World
5. The Chosen Ones
6. A World Without Heaven
7. Judas
8. Eyes Of The Young
9. These Are The Hands
10. The Lesson

## Bezetting
- Steve Harris - basgitaar
- Richard Taylor - zang
- David Hawkins - gitaar
- Grahame Leslie - gitaar
- Ian Roberts - drums